# Pavel Hlava (sklář)
Pavel Hlava (25. června 1924 Semily – 22. února 2003 Praha) byl český sklářský výtvarník a pedagog.

## Životopis
Pavel Hlava se narodil v Semilech. Otec pracoval v textilní továrně a maminka byla v domácnosti. V letech 1939–1942 studoval obor rytí skla pod vedením Ladislava Přenosila a Božetěcha Medka na Střední uměleckoprůmyslové škole sklářské v Železném Brodě. Po maturitě pokračoval ve studiu na pražské Vysoké škole uměleckoprůmyslové v ateliéru Karla Štipla, kde studoval glyptiku, užité sochařství a sklářské výtvarnictví.

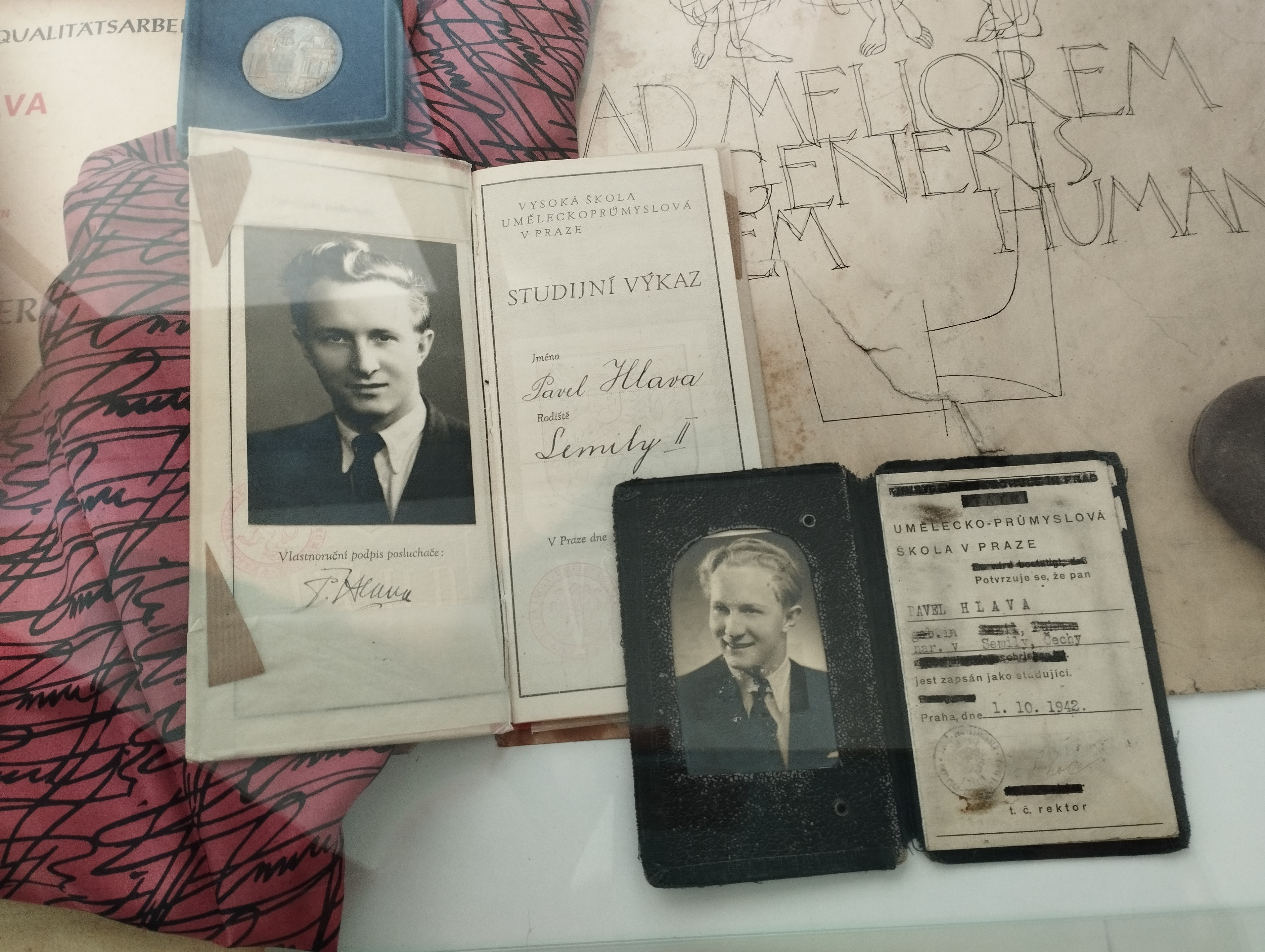
Doklady o vzdělání výtvarníka, Výstava Stokrát Hlava, Sklářské muzeum, Nový Bor, 2024

Po absolvování vysoké školy navrhoval i plakáty a věnoval se grafickému designu v rámci spolupráce s Armádním výtvarným studiem. V tomto raném období vytvořil jediný grafický návrh poštovní známky. Známka byla vyryta v rámci emise „Den československé armády“ v roce 1953. V letech 1957–1958 spolupracoval s pražským Ústředním výtvarným střediskem pro průmysl skla a keramiky.  Věnoval se vývoji řezaného skla. Jeho vázu s figurálním motivem darovala československá vláda belgickému králi při příležitosti světové výstavy Expo 58.
Mezi lety 1959–1985 pracoval jako sklářský výtvarník v Ústavu bytové a oděvní kultury v Praze. V roce 1967–1968 učil na Royal College of Art v Londýně. Od roku 1972 působil v podniku Crystalex v Novém Boru jako předseda výtvarné rady. V roce 1982 se podílel spolu s Františkem Arnoštem na založení mezinárodního sklářského sympozia.
Často a rád navštěvoval Japonsko, kde je jeho dílo oblíbeno. Jeho tvorba je zastoupena ve sbírkách Uměleckoprůmyslového muzea v Praze, Národní galerie v Praze, Moravské galerie v Brně, The Corning Museum of Glass v Corningu (USA), Museo de Artes Decorativas v Barceloně (Španělsko), Uster Museo v Belfastu (Severní Irsko), Ishikawa Prefektural Art Museum v Kanazawě (Japonsko) a londýnského V&A Museum.
Zemřel v roce 2003 v Praze. 

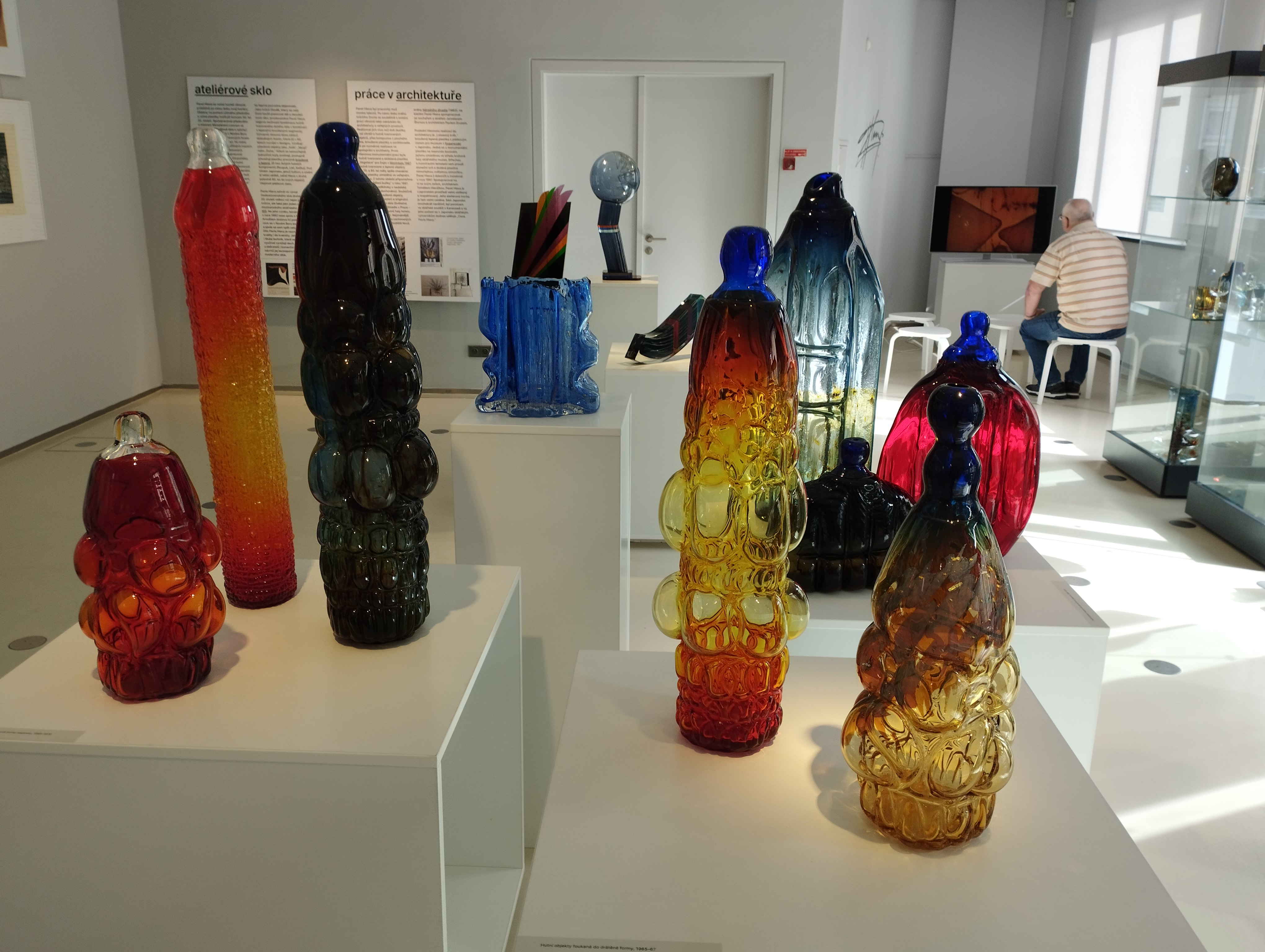
Fotografie z výstavy „Stokrát Hlava“, Sklářské muzeum, Nový Bor, 2024

Při příležitosti stého výročí narození uspořádalo novoborské Sklářské muzeum výstavu, která představila průřez jeho profesním životem. Umělecké předměty zapůjčila rodina a také sběratel Zdeněk Parma, který má největší sbírku umělcova díla na světě.

### Tvorba
Již v padesátých letech dvacátého století jej proslavily masivní vázy z vrstveného skla tvarované brusem. V té době spolupracoval s Adolfem Maturou. Další desetiletí věnoval tvarování žhavého skla. Současně se zabýval technikou barevného skla foukaného do formy „nožové“ nebo „drátěné“.
Řadí se k prvním českým výtvarníkům, kteří se svými návrhy podíleli na průmyslové velkovýrobě užitkového skla. Zajímal se o zahraniční trendy a novinky, které aplikoval do průmyslové výroby. V druhé polovině sedmdesátých let dvacátého století navrhoval stolní nápojové sklo. Jako příklad lze uvést nápojové sklenice Gina (Nancy, Isabelle), které se vyrábějí již půl století. Řadu dalších návrhů realizovaly české sklárny například  v Harrachově, Včelničce nebo také Moser. Oblíbené byly počátkem druhé poloviny dvacátého století průmyslově vyráběné i tzv. „kapky“ – vázy pro jednu květinu. Ty vznikly z původně exkluzivních broušených váz vystavovaných v zahraničí na přehlídkách československého skla.
Jeho umělecký záběr byl široký. Navrhoval skleněné objekty, například osvětlovací objekt (kombinace skla a kovu) pro pražskou Novou scénu Národního divadla nebo dekorativní prvky pro interiéry Stavovského divadla. Pro muzeum skla v japonském městě Koganezaki vytvořil v roce 1997 monumentální sochu „lotosový květ“.
Současně se věnoval i volné tvorbě. V posledních dvaceti letech tvorby, po roce 1985 se zabýval skleněnými plastikami. Většina plastik z broušeného a lepeného skla pochází z tohoto období. Vznikly objekty jako Květ, Motýl nebo Duha. Ateliérovou tvorbou se proslavil především v Japonsku a USA.

## Zastoupení ve sbírkách
- Uměleckoprůmyslové muzeum v Praze
- Sklářské muzeum (Nový Bor)
- Městské muzeum v Železném Brodě
- Muzeum a Pojizerská galerie v Semilech
- Moravská galerie v Brně[8][9]
- Kunstmuseum v Basileji
- Victoria and Albert Museum v Londýně
- Sklářské muzeum v Koganezaki (Japonsko)
- Corning Museum of Glass, Corning (New York)